# نقره استرلینگ

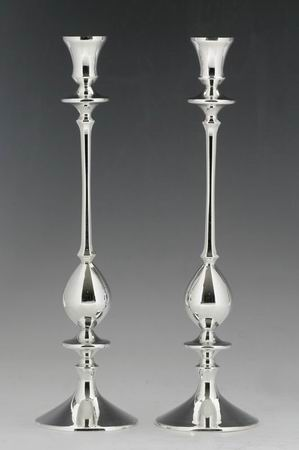
یک جفت شمعدان از نقره استرلینگ

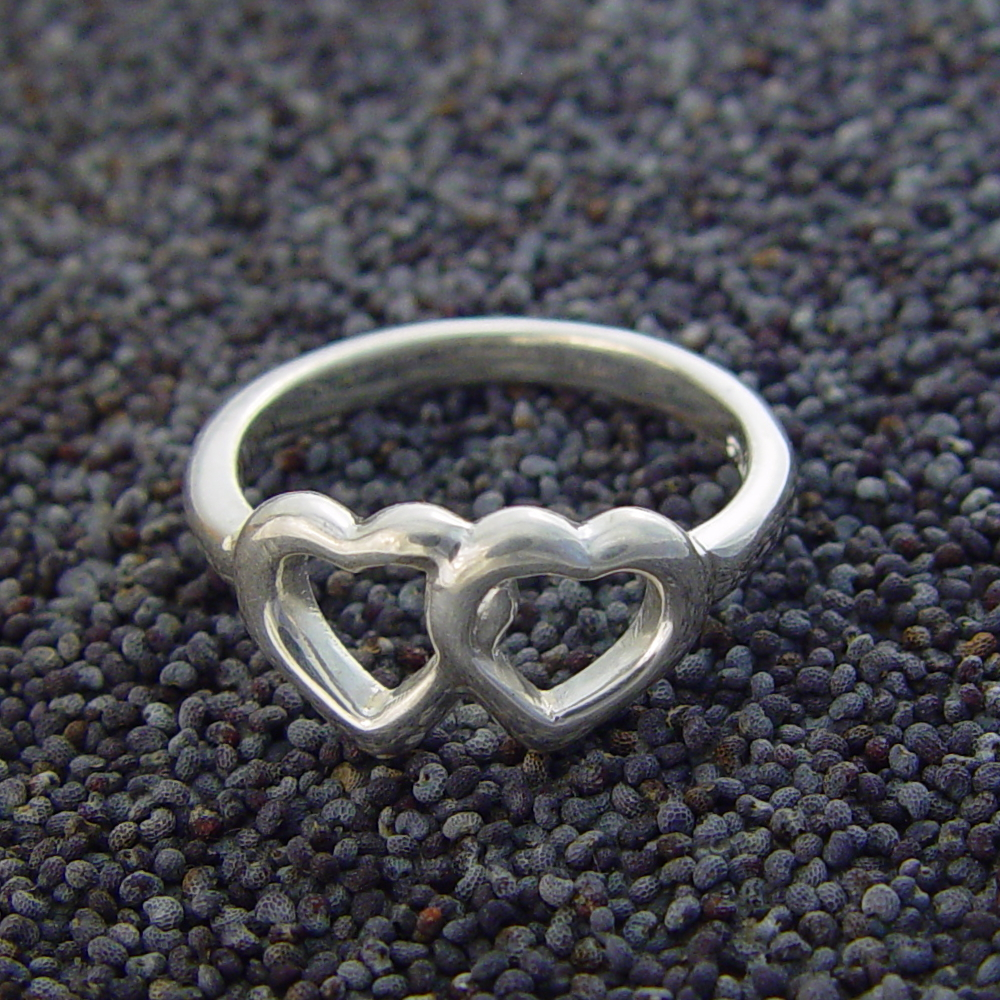
حلقه نقره استرلینگ

نقره استرلینگ آلیاژی از نقره است که ۹۲۵ در هزار از نقره و ۷۵ واحد از فلزی دیگر (معمولاً مس) تشکیل می‌شود. نقره استرلینگ نقره استاندارد جواهرسازی است و بیشتر زیورآلات نقره با این آلیاژ تولید می‌شوند.
نقره خالص بسیار نرم است و برای ساخت زیورآلات و ظروف مناسب نیست از این رو با افزودن مس هم مقاومت آن افزایش یافته و هم چکش‌خوری آن بیشتر می‌شود. البته از هر فلزی می‌توان برای این منظور استفاده کرد اما قرن‌ها تجربه نقره‌سازی نشان داده که بهترین فلز همراه نقره مس است که علاوه بر افزایش سختی و ماندگاری آن، رنگ نقره را تغییر نمی‌دهد. همچنین برای ایجاد خصوصیاتی خاص در نقره ممکن است به جای مس از فلزات دیگری برای افزودن به نقره استفاده شود و بخشی از مس یا تمام آن با فلزاتی چون پلاتین، ژرمانیوم، روی جایگزین شود.
نقره استرلینگ در جواهرسازی برای افزایش درخشندگی معمولاً با لایه نازکی از نقره ۹۹۹ عیار روکش می‌شود، گاهی هم از روکش رودیم یا طلا استفاده می‌شود.
واژه استرلینگ در واحد پول بریتانیا یعنی پوند استرلینگ هم برگرفته از نام نقره استرلینگ است چرا که در اصل یک پوند استرلینگ معادل یک پوند (۴۵۳ گرم) نقره استرلینگ ارزش داشته‌است.